# Lamberville (Sena Marítimo)
Lamberville é uma comuna francesa na região administrativa da Normandia, no departamento de Sena Marítimo. Estende-se por uma área de 7,33 km². Em 2010 a comuna tinha 196 habitantes (densidade: 26,7 hab./km²).